# Transition Region And Coronal Explorer
TRACE (Transition Region And Coronal Explorer, englisch für „Übergangsregions-und-Korona-Erforscher“) ist ein Weltraumteleskop, das speziell für die Erforschung der Korona der Sonne konzipiert wurde. TRACE ist ein Satellit des Small-Explorer-Programms der NASA und trägt als solcher auch den Namen SMEX 4 oder Explorer 73.

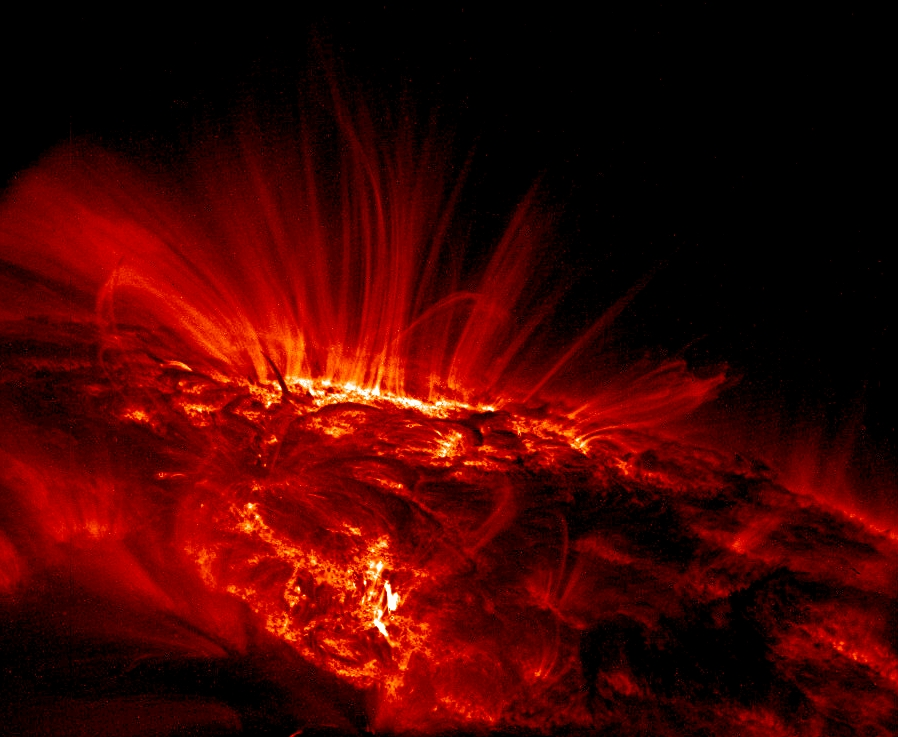
Aufnahme eines Sonnenflecks durch den TRACE Satelliten

Das einzige wissenschaftliche Instrument an Bord des Satelliten ist ein 30-cm-Cassegrain-UV-Teleskop. Seine Aufgabe war das Verfolgen der Entwicklung magnetischer Feldstrukturen vom Sonneninneren bis in die Korona, die Untersuchung der Aufheizungsmechanismen der äußeren Sonnenatmosphäre sowie die Bestimmung der Auslöser von Sonneneruptionen und Massenauswürfen.
Der Satellit wurde am 2. April 1998 (Ortszeit: 1. April) mit einer flugzeuggestützten Pegasus-Rakete gestartet. Das Trägerflugzeug des Typs L-1011 startete von der Vandenberg Air Force Base in Kalifornien und warf die Rakete in der Point Arguello Western Air Drop Zone über dem Pazifik ab. TRACE wurde von der Pegasus-Rakete in eine sonnensynchrone Erdumlaufbahn gestartet. Diese verhindert, dass der Satellit den Erdschatten durchläuft, wodurch kontinuierliche Messungen der Sonne ermöglicht werden. Er diente in erster Linie der Ergänzung des Forschungssatelliten SOHO, da er jeweils einen Teil der Sonnenoberfläche mit wesentlich höherer Auflösung darstellen konnte als SOHO. Am 22. Juni 2010 wurde die Mission von TRACE beendet.